# Rīgas Autobusu Fabrika

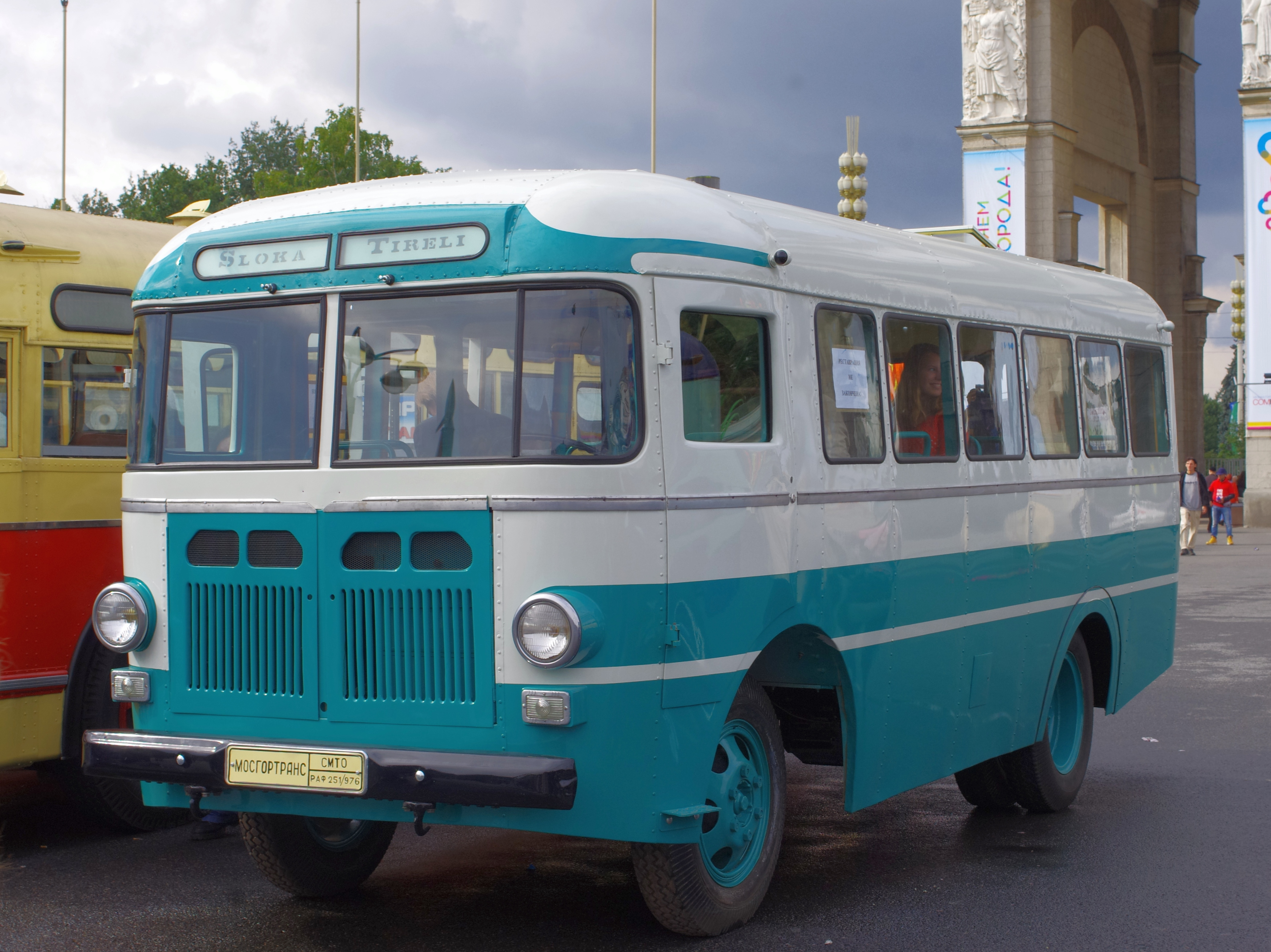
Un RAF-251

La Rīgas Autobusu Fabrika (Fabbrica di autobus di Riga), conosciuta con l'acronimo RAF, è stata una casa automobilistica sovietica e successivamente lettone, attiva a partire dal 1949 fino alla fine degli anni '90.
La Casa è nota principalmente per aver prodotto, durante la sua attività, autobus e minibus adibiti alle più svariate funzioni: ambulanze, taxi, veicoli commerciali, veicoli postali ecc.

## Storia
Il primo modello prodotto dalla RAF, basato sul camion GAZ 51, era un autobus da circa venti-trenta passeggeri a seconda degli allestimenti, equipaggiato con un motore a benzina GAZ a 6 cilindri da 3,5 litri con 70 CV: il RAF 251 (4 tonnellate a vuoto). Fu prodotto dal 1955 al 1958.
Nel 1957, la RAF lanciò un furgone leggero, l'8, basato sull'automobile Moskvič-Azlk 407 degli anni '50, con cui condivideva lo stesso motore da 1.400 cm³ e le dimensioni con una lunghezza di 4,40 m e un peso di 1.400 kg ma poteva trasportare 8 passeggeri ad una velocità massima di 85 km/h.
Il modello "10" lanciato contemporaneamente era più grande: aveva 9/11 posti, 4,94 m di lunghezza, pesava 1.640 kg a vuoto e il motore era quello della GAZ Volga: 4 cilindri in linea di 2.445 cm³, potenza 70 CV, velocità massima 90 km/h, cambio 3 velocità;
Il suo successore apparve nel 1959: il "Latvija" 977. Aveva la stessa base del modello 10, lo stesso motore 2.445 cm³ portato a 75 CV, 110 km/h, cambio sempre a 3 velocità. Fu prodotto fino al 1969, quindi con la versione 977D (una versione leggermente modernizzata) fu prodotto fino al 1976.
Il 2203 apparve nel 1975 e aveva dimensioni molto vicine al 977. Stesso motore della Volga: 2.445 cm³ portato a 95 CV, 120 km/h di velocità massima e finalmente un cambio a 4 velocità.
Questo modello fu modernizzato negli anni '80 e '90 adottando una nuova griglia in plastica nera, paraurti più grandi, specchietti integrati nelle portiere.
Il 3311, un modello con un telaio separato ma che manteneva la cabina del 2203, fu prodotto dal 1992 al 1995.
Nei primi anni '90, nella Lettonia divenuta indipendente, la fabbrica iniziò a sviluppare un nuovo modello. Il piano originale era quello di costruire un nuovo minibus RAF, chiamato Roksana, progettato con l'aiuto della società di consulenza britannica International Automotive Developments. Il modello fu presentato con successo in diverse mostre automobilistiche ma non andò mai oltre la fase di prototipo. Lo stesso accadde con il microbus Style a trazione anteriore.
La RAF smise di produrre nel 1997 e fu chiusa definitivamente nel 1998. Le difficoltà finanziarie e organizzative legate allo scioglimento dell'URSS ebbero la meglio su questa impresa. Dal 1967, la ditta ERAZ (fabbrica automobilistica di Erevan in Armenia) produsse la 977 con il nome di ERAZ 762 fino al 1996.

## Galleria d'immagini

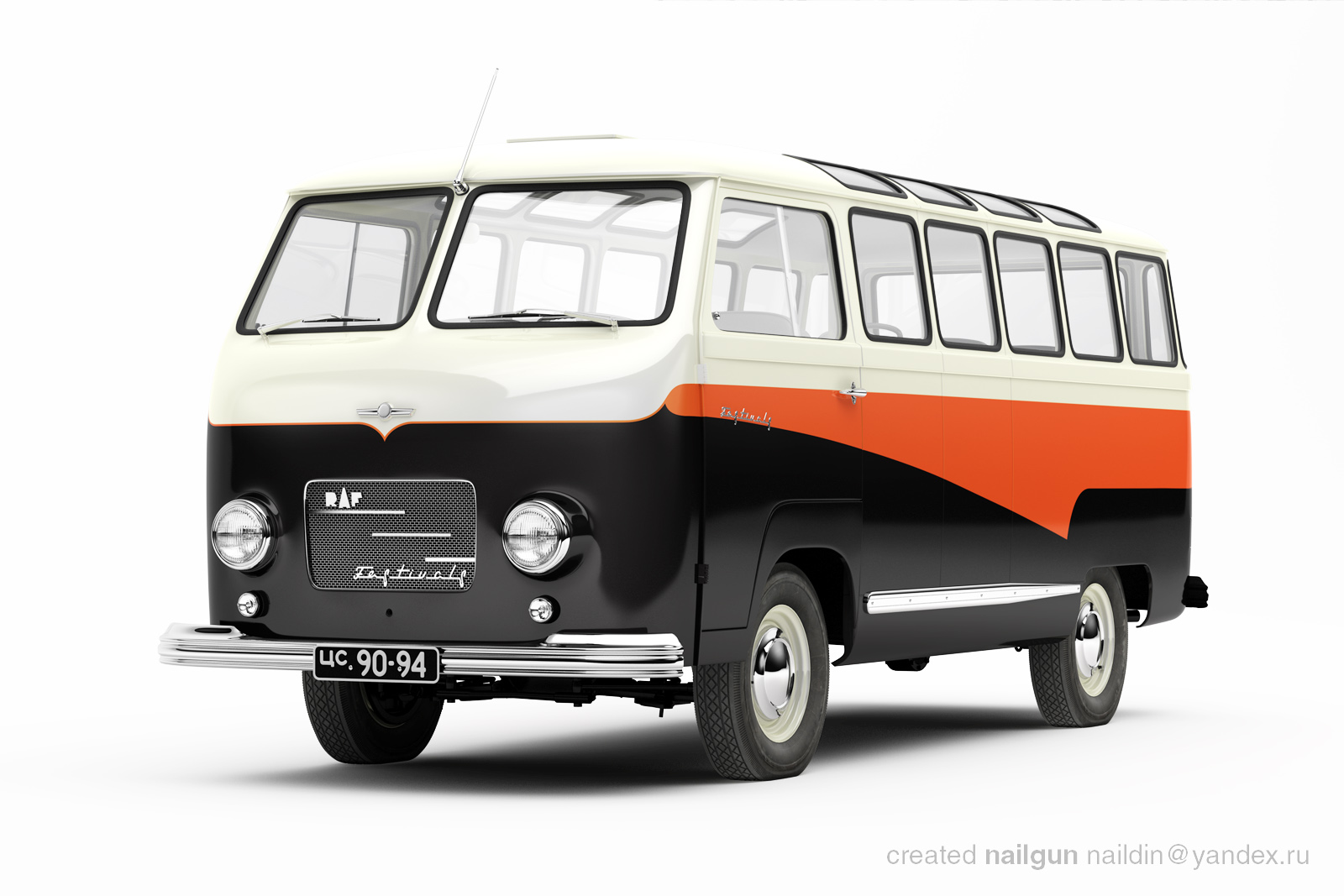
Un RAF-10
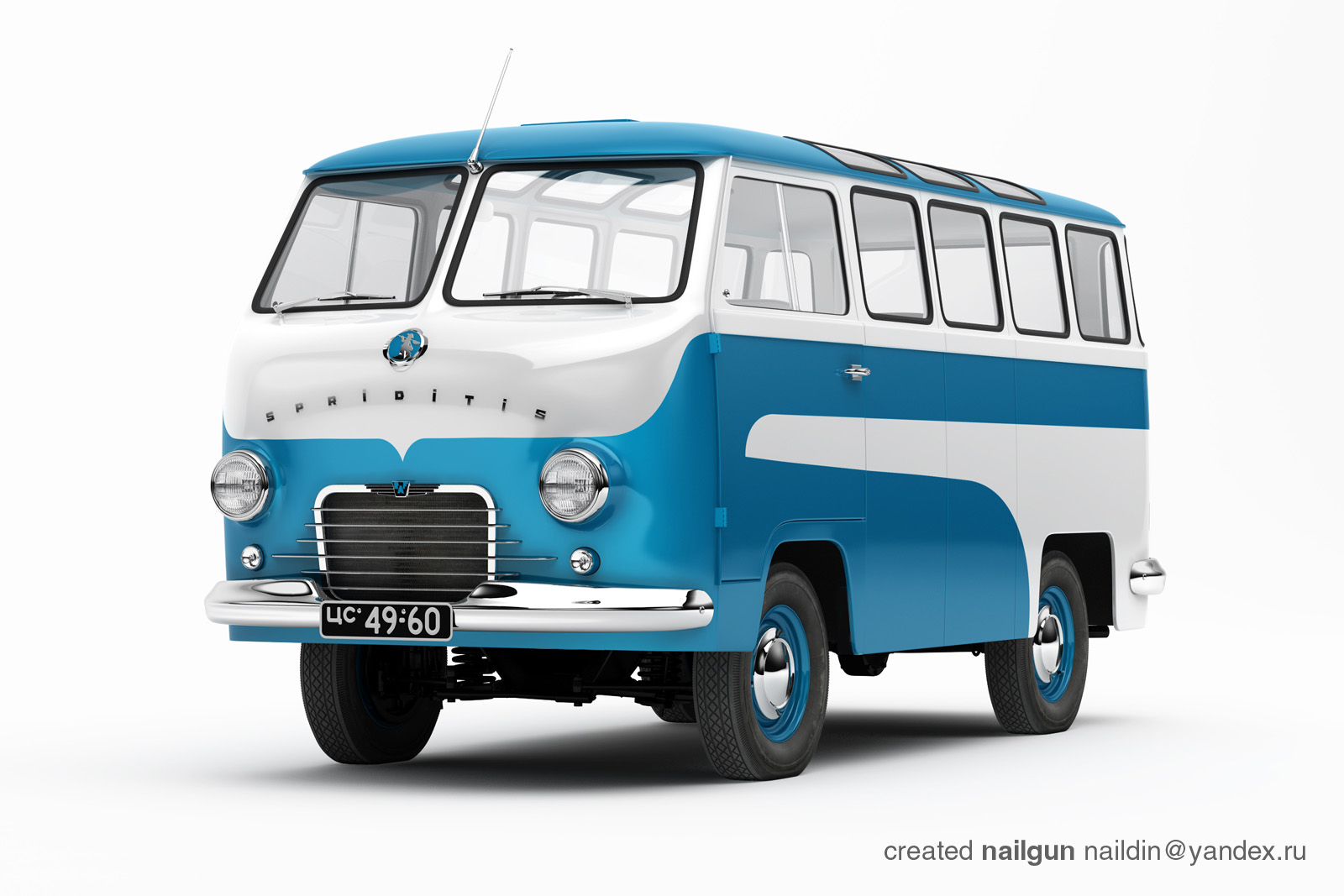
Un RAF-8
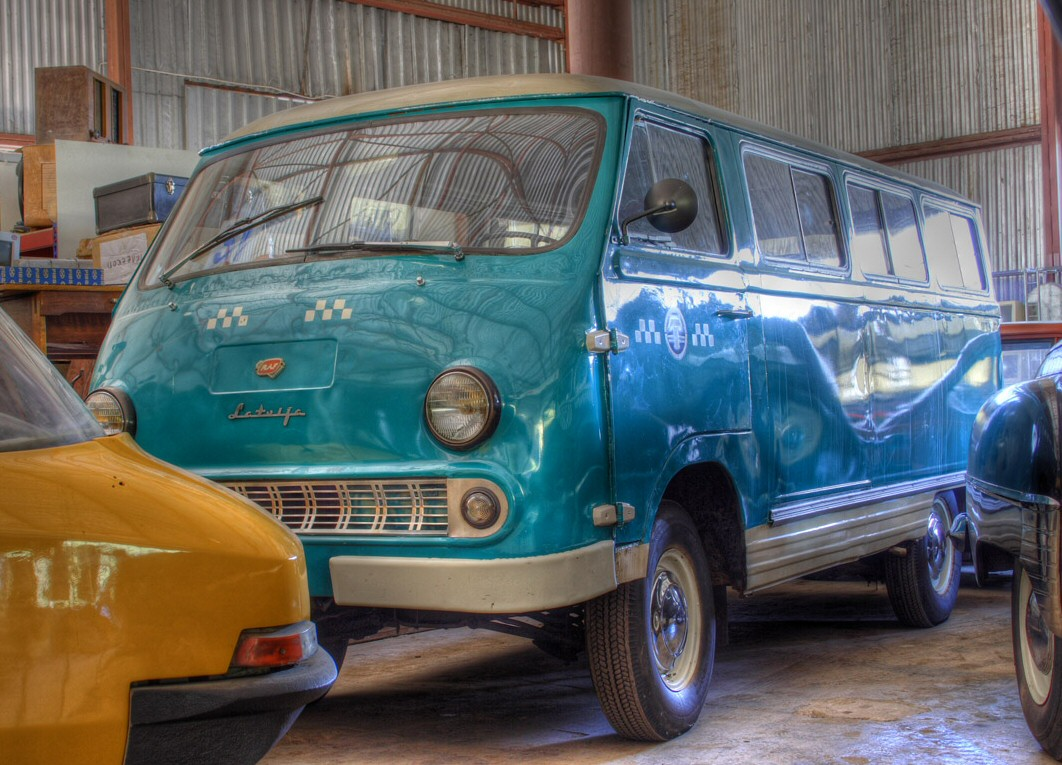
RAF-977 minibus
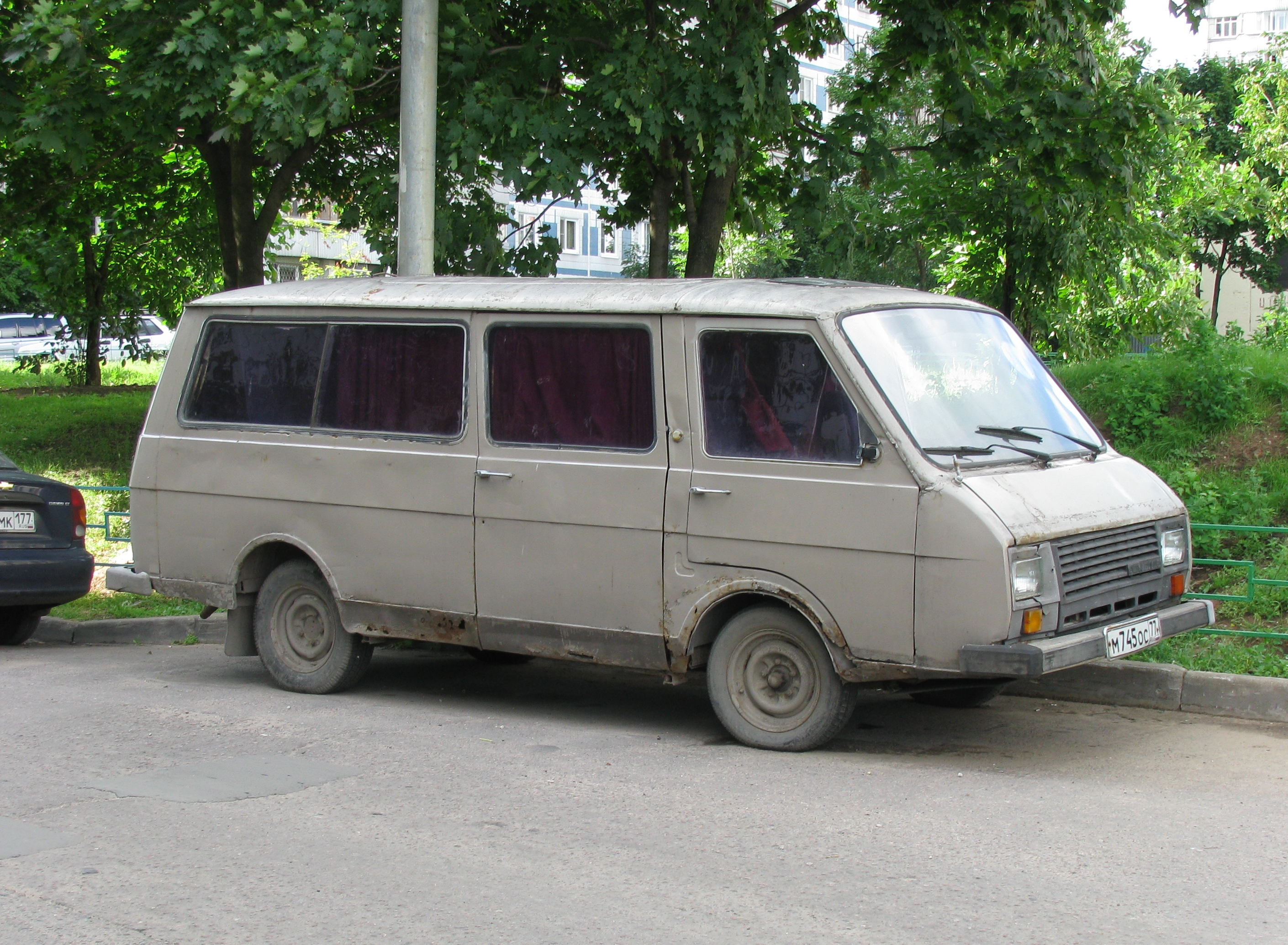
RAF-2203 Latvija
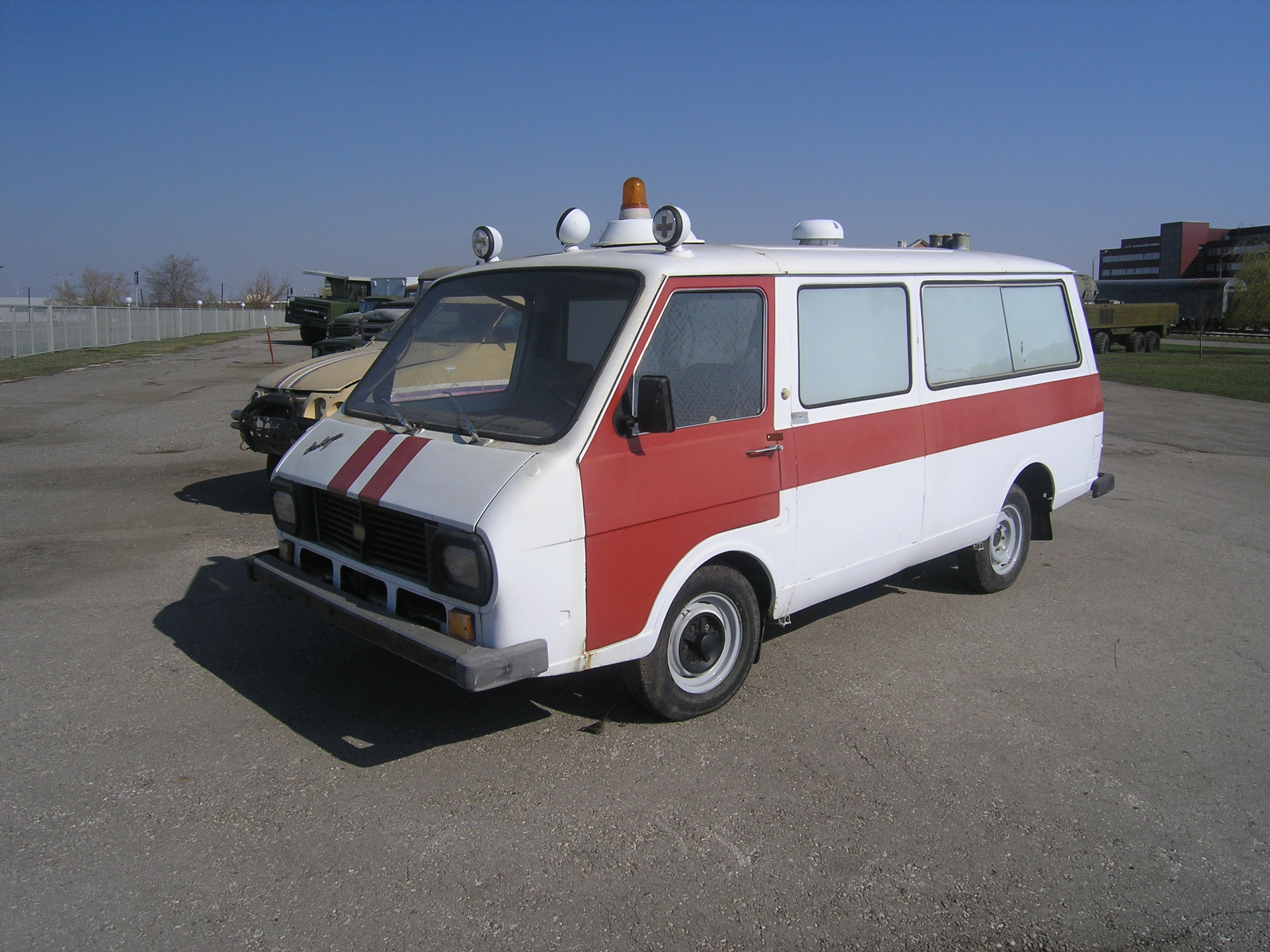
RAF-22031-01 ambulanza
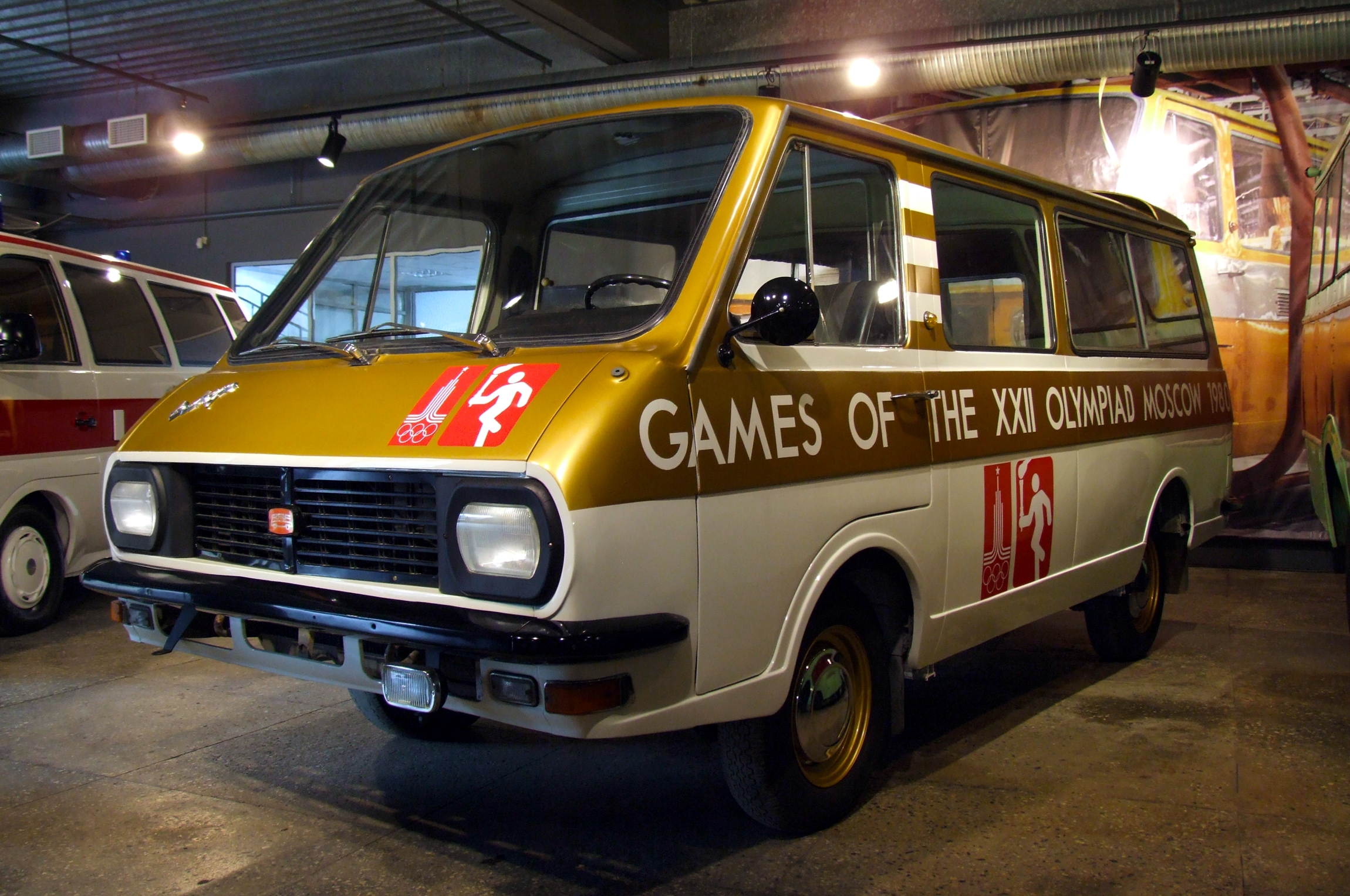
RAF-2907 - Veicolo progettato per le Olimpiadi di Mosca del 1980